# Epizeuxis prothyralis
Epizeuxis prothyralis är en fjärilsart som beskrevs av De Villers 1789. Epizeuxis prothyralis ingår i släktet Epizeuxis och familjen nattflyn. Inga underarter finns listade i Catalogue of Life.